# أندرياس هيراف
أندرياس هيراف (بالألمانية: Andreas Heraf)‏ (مواليد 10 سبتمبر 1967) هو لاعب كرة قدم. يلعب مع منتخب النمسا لكرة القدم. سبق له أن لعب في كأس العالم لكرة القدم مع منتخب بلاده.

## روابط خارجية
- أندرياس هيراف على موقع الاتحاد الدولي (مؤرشف)  (الإنجليزية)
- أندرياس هيراف على موقع قاعدة بيانات كرة القدم.إي يو (الإنجليزية)
- أندرياس هيراف على موقع ناشيونال فوتبول تيمز (الإنجليزية)
- أندرياس هيراف على موقع عالم كرة القدم.نت (الإنجليزية)